# Baltimore Stock Exchange

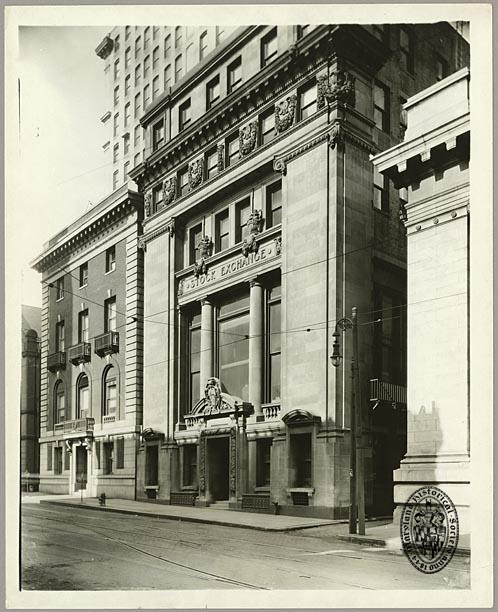
Le Baltimore Stock Exchange, au 210 East Redwood Street, vers 1920-1930.
Photographe non-identifié. Collection de Julius Anderson. Tirage papier d'après négatif gélatinochlorures-argentique.

Le Baltimore Stock Exchange était une bourse des valeurs régionales basée à Baltimore, dans le Maryland aux États-Unis. Ouvert avant 1881, le bâtiment a été détruit par le Grand incendie de Baltimore de 1904. Il était situé au 210-Orient Redwood Rue à Baltimore, dans le vieux quartier financier. 
En 1918, la bourse avait 87 membres, à la fin de la première Guerre Mondiale. Le Baltimore Stock Exchange a été acquis par la Bourse de Philadelphie en 1949, devenant le Philadelphie and Baltimore Stock Exchange. Le bâtiment de la Bourse a été vendu et renommé le Totman Bâtiment.

## Histoire

### Des années 1880 à 1899
Le Baltimore Stock Exchange a été le principal locataire de Redwood Rue, un ancien quartier financier, à Baltimore. L'emplacement était à 210 Est Séquoia de la Rue. 
Le 14 Mai 1884, le New York Times a rapporté que les membres de la Bourse des valeurs de Baltimore "n'étaient pas directement touchés par la démoralisation à Wall street" en dépit de la suspension de plusieurs actions. Derek Fahnestock est devenu président de la Baltimore Bourse autour de 1888.
Le New York Times a rapporté le 2 janvier 1893 que le Baltimore Stock Exchange n'a pas été particulièrement dynamique au cours de l'année, à l'exception des actions locales, en particulier des compagnies de gaz". Le 13 mars 1899, un siège de membre de la Bourse a été vendu pour 3025 dollars, prix le plus élevé jamais atteint. Quelques années avant, les sièges ont été cités comme se vendant pour seulement 50 dollars, et ils ont plus que doublé en valeur au début de 1899.

### 1900-1947
Le 10 novembre 1900, le Baltimore Stock Exchange bat son propre record pour le montant des opérations effectuées sur un samedi, avec des ventes s'élevant à 7665 actions. La négociation concernant les actions ces chemins de fer a été particulièrement importante.". 
En 1904, le bâtiment de la Bourse a été détruit par le Grand incendie de Baltimore. 
Lors d'une crise financière, le 5 août 1914, le New York Times a rapporté que le New York Stock Exchange et tous les marchés boursiers régionaux ont voté, y compris Baltimore, la Boston Stock Exchange, Philadelphie et Pittsburgh, Detroit, Saint-Louis, Chicago, Cincinnati, Columbus, Washington, DC, et San Francisco. Le 7 août, la Bourse de Baltimore a envoyé une demande urgente à la Commission des Cinq, un groupe gouvernemental de la supervision de l'affaire, à la réouverture de la bourse.
Trois membres de la bourse, ainsi que deux membres de la Bourse de Chicago, ont comparu devant le Comité des finances du Sénat des États-Unis en 1918, pour le "plus sérieusement" protester contre le projet de taxe sur les courtiers en valeurs mobilières, qui serait assise "sur la base de la valeur de sièges sur les différentes bourses et un pourcentage des cotisations annuelles versées par les membres de la bourse." Les courtiers ont fait valoir que l'activité de la Bourse de Baltimore avait "considérablement diminué" au cours de la guerre, ainsi que celle des plus petites bourses.

### 1948-1949
Le 18 novembre 1948, le président du Baltimore Stock Exchange, J. Dorsey Brown, a annoncé que, pour plusieurs mois, il y avait eu des plans pour fusionner avec le Philadelphia Stock Exchange, plus ancienne Bourse des valeurs aux États-Unis, qui avait 200 membres, 75 sociétés cotées, et 381 titres non cotés. Baltimore avait 35 membres et 41 sociétés cotées.
Le 19 décembre 1948, les deux bourses, le Baltimore Stock Exchange et son homologue de Philadelphie,se sont mises d'accord pour fusionner sous le nom de Philadelphia and Baltimore Stock Exchange. Il a été estimé que la fusion serait complétée dans quelques mois, pour en faire le "septième plus grand"  marché boursier américain par le volume de transactions.

### Les cadres dirigeants
Pendant quatorze ans, depuis 1888, Derek Fahnestock servi en tant que président de la Bourse de Baltimore. Son successeur H. A. Orrick a été président de la Baltimore Bourse pendant 16 ans.